# 九鬼隆由

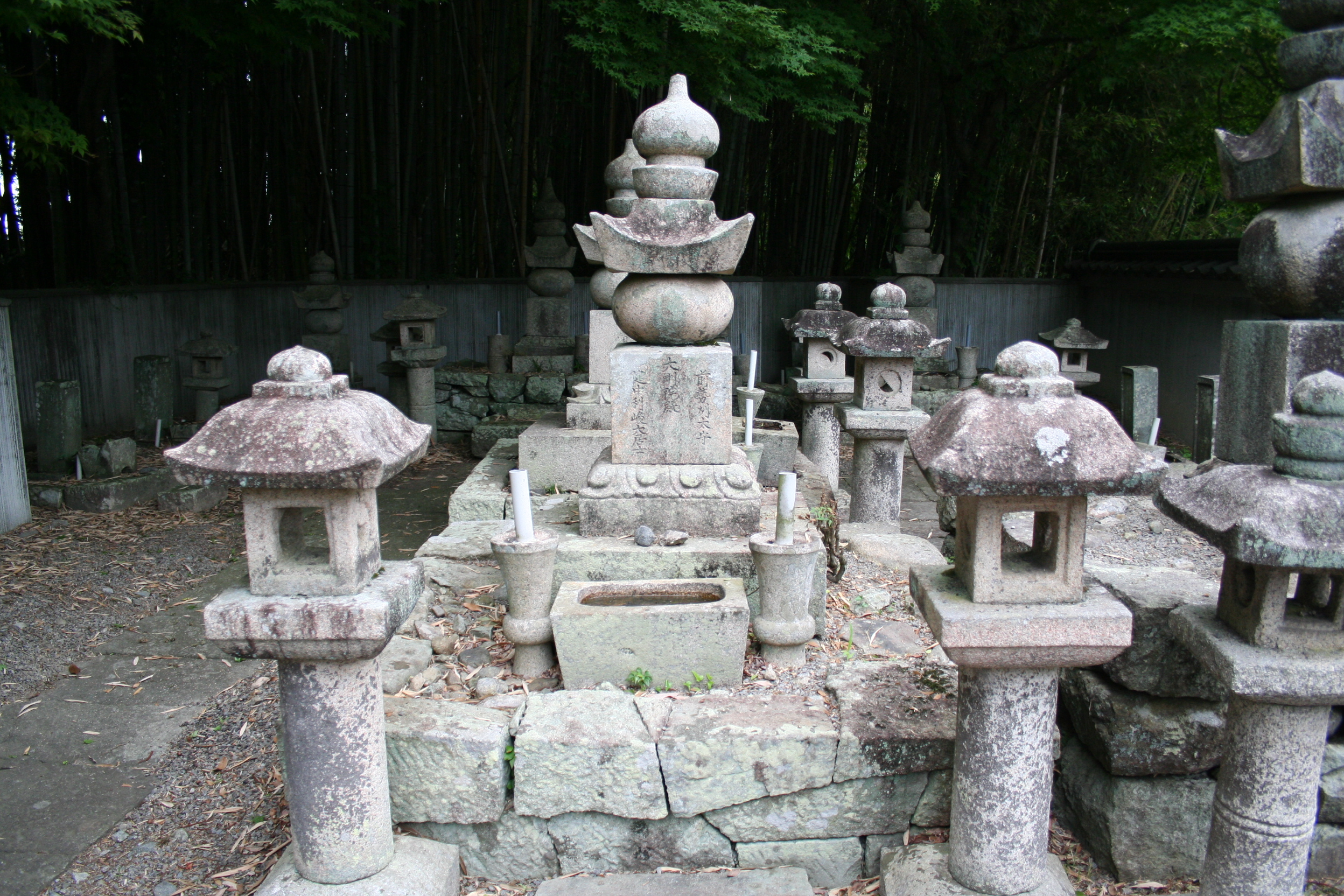
九鬼隆由の墓（兵庫県三田市心月院）

九鬼 隆由（くき たかより、享保3年〈1718年〉 - 寛保3年12月5日〈1744年1月19日〉）は、摂津三田藩の第7代藩主。九鬼氏19代当主。
丹波綾部藩主九鬼隆寛の次男。正室は九鬼隆抵の三女。官位は従五位下。伊勢守。
綾部で生まれる。幼名は豊之助。享保18年（1733年）、隆抵の死去により跡を継いだ。享保19年（1734年）12月18日、叙任する。寛保2年（1742年）、読書屋敷と藩校・国光館を創設した。寛保3年（1743年）12月5日、26歳で死去し、跡を弟で養嗣子の隆邑が継いだ。法号は大剛院。墓所は東京都豊島区駒込の泰宗寺。